# Salva Ballesta
Salvador Ballesta Vialco, detto Salva (Saragozza, 22 maggio 1975), è un allenatore di calcio ed ex calciatore spagnolo, di ruolo attaccante.

## Biografia
È divenuto celebre per le sue dichiarazioni di stampo nazionaliste. Ha inoltre dichiarato che, nel caso non avesse potuto giocare a calcio, sarebbe entrato a far parte delle Forze Armate. È stato denunciato dal Futbol Club Barcelona per le dichiarazioni rilasciate nei confronti del difensore catalano Oleguer nel 2007.

## Carriera

### Club
Nella sua carriera, Salva Ballesta ha giocato per il Siviglia, per il Racing Santander, per l'Atlético Madrid, per il Valencia, per il Bolton, per il Málaga e per il Levante. Si è ritirato nel 2010, poco dopo che il club nel quale militava, l'Albacete, non ha esercitato l'opzione per il rinnovo del contratto, lasciandolo senza squadra per qualche mese.

### Nazionale
Ha vinto gli Europei Under-21 del 1998.
Ha collezionato inoltre 4 presenze con la nazionale spagnola.

## Palmarès

### Club

#### Competizioni nazionali
- Campionato spagnolo: 1

Valencia: 2001-2002

### Nazionale
- Campionato d'Europa Under-21: 1

1998

### Individuale
- Pichichi: 1

1999-2000

## Statistiche

### Cronologia presenze e reti in Nazionale
| Cronologia completa delle presenze e delle reti in nazionale ― Spagna | Cronologia completa delle presenze e delle reti in nazionale ― Spagna | Cronologia completa delle presenze e delle reti in nazionale ― Spagna | Cronologia completa delle presenze e delle reti in nazionale ― Spagna | Cronologia completa delle presenze e delle reti in nazionale ― Spagna | Cronologia completa delle presenze e delle reti in nazionale ― Spagna | Cronologia completa delle presenze e delle reti in nazionale ― Spagna | Cronologia completa delle presenze e delle reti in nazionale ― Spagna |
| Data                                                                  | Città                                                                 | In casa                                                               | Risultato                                                             | Ospiti                                                                | Competizione                                                          | Reti                                                                  | Note                                                                  |
| --------------------------------------------------------------------- | --------------------------------------------------------------------- | --------------------------------------------------------------------- | --------------------------------------------------------------------- | --------------------------------------------------------------------- | --------------------------------------------------------------------- | --------------------------------------------------------------------- | --------------------------------------------------------------------- |
| 26-1-2000                                                             | Cartagena                                                             | Spagna                                                                | 3 – 0                                                                 | Polonia                                                               | Amichevole                                                            | -                                                                     | 68’                                                                   |
| 23-2-2000                                                             | Spalato                                                               | Croazia                                                               | 0 – 0                                                                 | Spagna                                                                | Amichevole                                                            | -                                                                     | 77’                                                                   |
| 25-4-2001                                                             | Cordova                                                               | Spagna                                                                | 1 – 0                                                                 | Giappone                                                              | Amichevole                                                            | -                                                                     |                                                                       |
| 31-3-2004                                                             | Gijón                                                                 | Spagna                                                                | 2 – 0                                                                 | Danimarca                                                             | Amichevole                                                            | -                                                                     | 46’                                                                   |
| Totale                                                                |                                                                       | Presenze                                                              | 4                                                                     |                                                                       | Reti                                                                  | 0                                                                     |                                                                       |